# T. G. Jones
Thomas George „T.G.“ Jones (* 12. Oktober 1917 in Connah’s Quay, Wales; † 3. Januar 2004 in Bangor) war ein walisischer Fußballspieler und -trainer.

## Leben und Karriere
In den 1930er-Jahren spielte Jones für kurze Zeit beim AFC Wrexham, wechselte aber 1936 für 3.000 £ zum FC Everton. Nach anfänglichen Misserfolgen gewann Jones mit Everton 1939 die englische Meisterschaft. Während des Zweiten Weltkriegs arbeitete Jones in einer Fabrik, blieb aber Everton verbunden. Nach Ende des Krieges spielte er wieder für Everton, der Verein hatte aber den Abgang mehrerer anderer Leistungsträger einstecken müssen. Als der italienische Klub AS Rom eine Ablösesumme von 15.000 £ für ihn bot, scheiterte der Wechsel an Details im Vertrag hinsichtlich des Wechselkurses. Bei Everton wurde er 1949 als Nachfolger von Peter Farrell Mannschaftskapitän. Differenzen mit der Vereinsleitung führten dazu, dass Jones nur noch selten eingesetzt wurde. 1950 einigten sich Jones und der Verein auf die Auflösung des Vertrags. Während seiner Karriere hatte Jones 17 Mal für die walisische Fußballnationalmannschaft gespielt und trat auch während des Zweiten Weltkriegs bei nicht als Länderspielen gezählten Partien für Wales an. Auch wenn er üblicherweise als Verteidiger spielte, hatte Jones auch Fähigkeiten eines Stürmers und gilt deshalb als eine Art „Vorläufer von Franz Beckenbauer“. Für Dixie Dean war er einer der besten Spiele, die er je gesehen habe. Lob für seine Spielweise bekam er unter anderem auch von Cyril Done. Der FC Everton nahm Jones in einer Aufstellung namens Everton's Millennium Giants auf. Nach seiner Spielerkarriere arbeitete Jones als Hotelmanager, Ladenbesitzer und auch als Fußballtrainer, wobei er unter anderem einen Club aus Pwllheli sowie Bangor City trainierte. Ein halbes Jahr nach dem Tod seiner Frau verstarb Jones Anfang 2004 im Alter von 86 Jahren und hinterließ seine beiden Töchter.

## Erfolge
- 1 × englischer Meister mit dem FC Everton (1939)[1]